# Gran Premio de Francia de Motociclismo de 1985
El Gran Premio de Francia de Motociclismo de 1985 fue la novena prueba de la temporada 1985 del Campeonato Mundial de Motociclismo. El Gran Premio se disputó el 21 de julio de 1985 en el Circuito Bugatti.

## Resultados 500cc
En la categoría reina, quinta victoria de la temporada del estadounidense Freddie Spencer que se acerca al título mundial, seguido de su compatriota Eddie Lawson, cuarto en este Gran Premio, a 17 puntos. En el podio y detrás de Spencer, llegaron el francés Raymond Roche y el estadounidense Randy Mamola
| Pos.     | Piloto               | Moto       | Tiempo    | Pts. |
| -------- | -------------------- | ---------- | --------- | ---- |
| 1        | Freddie Spencer      | Honda      | 45.58.33  | 15   |
| 2        | Raymond Roche        | Yamaha     | 46.14.04  | 12   |
| 3        | Randy Mamola         | Honda      | 46.18.13  | 10   |
| 4        | Eddie Lawson         | Yamaha     | 46.25.22  | 8    |
| 5        | Ron Haslam           | Honda      | 46.32.18  | 6    |
| 6        | Pierre-Etienne Samin | Honda      | 47.21.08  | 5    |
| 7        | Sito Pons            | Suzuki     | 47.26.39  | 4    |
| 8        | Gustav Reiner        | Honda      | 1 Vuelta  | 3    |
| 9        | Fabio Biliotti       | Honda      | 1 Vuelta  | 2    |
| 10       | Mike Baldwin         | Honda      | 1 Vuelta  | 1    |
| 11       | Armando Errico       | Honda      | 1 Vuelta  |      |
| 12       | Franco Uncini        | Suzuki     | 1 Vuelta  |      |
| 13       | Wolfgang von Muralt  | Suzuki     | 1 Vuelta  |      |
| 14       | Rob Punt             | Suzuki     | 1 Vuelta  |      |
| 15       | Dietmar Mayer        | Honda      | 1 Vuelta  |      |
| 16       | Maurice Coq          | Suzuki     | 1 Vuelta  |      |
| 17       | Simon Buckmaster     | Suzuki     | 2 Vueltas |      |
| 18       | Andreas Leuthe       | Suzuki     | 2 Vueltas |      |
| Ret      | René Lavigne         | Honda      | Ret       |      |
| Ret      | Neil Robinson        | Suzuki     | Ret       |      |
| Ret      | Didier de Radiguès   | Honda      | Ret       |      |
| Ret      | Marco Gentile        | Yamaha     | Ret       |      |
| Ret      | Christian Sarron     | Yamaha     | Ret       |      |
| Ret      | Wayne Gardner        | Honda      | Ret       |      |
| Ret      | Robert McElnea       | Suzuki     | Ret       |      |
| Ret      | Christian Le Liard   | Chevallier | Ret       |      |
| Ret      | Stelio Marmaras      | Suzuki     | Ret       |      |
| Ret      | Eero Hyvärinen       | Honda      | Ret       |      |
| Ret      | Boet van Dulmen      | Honda      | Ret       |      |
| Ret      | Dave Petersen        | Honda      | Ret       |      |
| Ret      | Massimo Messere      | Honda      | Ret       |      |
| Ret      | Louis-Luc Maisto     | Suzuki     | Ret       |      |
| Sources: |                      |            |           |      |

## Resultados 250cc
En el cuarto de litro, Freddie Spencer obtiene la séptima victoria de la temporada que se queda a las puertas del título matemático, ya con 37 puntos de ventaja sobre el segundo clasificado Anton Mang a tres del final de la temporada. El podio de Le Mans, detrás de Spencer, son Mang y el italiano Fausto Ricci
| Pos. | Piloto                 | Moto       | Tiempo    | Pts. |
| ---- | ---------------------- | ---------- | --------- | ---- |
| 1    | Freddie Spencer        | Honda      | 40.00.76  | 15   |
| 2    | Anton Mang             | Honda      | 40.10.58  | 12   |
| 3    | Fausto Ricci           | Honda      | 40.25.45  | 10   |
| 4    | Manfred Herweh         | Real       | 40.30.61  | 8    |
| 5    | Carlos Lavado          | Yamaha     | 40.30.79  | 6    |
| 6    | Pierre Bolle           | Parisienne | 40.31.11  | 5    |
| 7    | Jacques Cornu          | Honda      | 40.32.44  | 4    |
| 8    | Jean-François Baldé    | Yamaha     | 40.48.56  | 3    |
| 9    | Dominique Sarron       | Honda      | 40.49.2   | 2    |
| 10   | Luis Miguel Reyes      | Cobas      | 40.49.59  | 1    |
| 11   | Juan Garriga           | Rotax      | 40.49.96  |      |
| 12   | Thierry Rapicault      | Yamaha     | 40.53.26  |      |
| 13   | Jean-Michel Mattioli   | Yamaha     | 40.53.63  |      |
| 14   | Niall Mackenzie        | Armstrong  | 40.53.90  |      |
| 15   | Roland Freymond        | Yamaha     | 41.14.30  |      |
| 16   | Harald Eckl            | ES         | 41.15.43  |      |
| 17   | Patrick Igoa           | Honda      | 41.31.16  |      |
| 18   | Massimo Matteoni       | Honda      | 41.34.59  |      |
| 19   | Stefano Caracchi       | MBA        | 1 Vueltas |      |
| 20   | Jean-Luc Guillemet     | Yamaha     | 2 Vueltas |      |
| 21   | Mario Rademeyer        | Yamaha     | 2 Vueltas |      |
| Ret  | Carlos Cardús          | Cobas      | Ret       |      |
| Ret  | Reinhold Roth          | Yamaha     | Ret       |      |
| Ret  | Jean-Louis Guignabodet | Rotax      | Ret       |      |
| Ret  | Jean Foray             | Chevallier | Ret       |      |
| Ret  | Karl Thomas Bacher     | Rotax      | Ret       |      |
| Ret  | Jacky Onda             | Pernod     | Ret       |      |
| Ret  | Antonio Neto           | Cobas      | Ret       |      |
| Ret  | Siegfried Minich       | Yamaha     | Ret       |      |
| Ret  | Stéphane Mertens       | Yamaha     | Ret       |      |
| Ret  | Patrick Fernandez      | Cobas      | Ret       |      |
| Ret  | Maurizio Vitali        | MBA        | Ret       |      |
| Ret  | Alan Carter            | Honda      | Ret       |      |
| Ret  | Éric Saul              | Comoth     | Ret       |      |
| DNS  | Martin Wimmer          | Yamaha     | DNS       |      |
| DNS  | Guy Bertin             | Malanca    | DNS       |      |
| DNS  | August Auinger         | Bartol     | DNS       |      |
| DNS  | Donnie McLeod          | Armstrong  | DNS       |      |
| DNQ  | Christian Andrieu      | Yamaha     | DNQ       |      |
| DNQ  | Hans Becker            | Yamaha     | DNQ       |      |
| DNQ  | Herbert Besendorfer    | Yamaha     | DNQ       |      |
| DNQ  | Christian Boudinot     | JJ Cobas   | DNQ       |      |
| DNQ  | Alain Bronec           | Yamaha     | DNQ       |      |
| DNQ  | René Delaby            | Pem Rotax  | DNQ       |      |
| DNQ  | Cees Doorakkers        | Honda      | DNQ       |      |
| DNQ  | Michel Galbit          | Yamaha     | DNQ       |      |
| DNQ  | Antonio García Moreno  | JJ Cobas   | DNQ       |      |
| DNQ  | Gabriel Grabia         | Chevallier | DNQ       |      |
| DNQ  | Tony Head              | Armstrong  | DNQ       |      |
| DNQ  | Guy Olla               | Yamaha     | DNQ       |      |
| DNQ  | Philippe Pagano        | Yamaha     | DNQ       |      |
| DNQ  | Constant Pittet        | Yamaha     | DNQ       |      |
| DNQ  | Gérard Vallée          | Yamaha     | DNQ       |      |
| DNQ  | Edwin Weibel           | Yamaha     | DNQ       |      |
| DNQ  | Steve Williams         | Yamaha     | DNQ       |      |

## Resultados 125cc
Primera victoria de su carrera en el Mundial del italiano Ezio Gianola que entró por delante de su compañero de Garelli Fausto Gresini, y el suizo Bruno Kneubühler. Gracias a este segundo puesto, Gresini se coloca la frente de la clasificación general, superando por un punto a Pier Paolo Bianchi, que en esta Gran Premio fue quinto.
| Pos. | Piloto                 | Moto    | Tiempo   | Pts. |
| ---- | ---------------------- | ------- | -------- | ---- |
| 1    | Ezio Gianola           | Garelli | 39.11.46 | 15   |
| 2    | Fausto Gresini         | Garelli | 39.11.68 | 12   |
| 3    | Bruno Kneubühler       | MBA     | 39.23.87 | 10   |
| 4    | Domenico Brigaglia     | MBA     | 39.26.52 | 8    |
| 5    | Pier Paolo Bianchi     | MBA     | 39.28.96 | 6    |
| 6    | Jean-Claude Selini     | MBA     | 39.33.53 | 5    |
| 7    | August Auinger         | MBA     | 39.51.49 | 4    |
| 8    | Giuseppe Ascareggi     | MBA     | 39.55.35 | 3    |
| 9    | Håkan Olsson           | MBA     | 39.56.14 | 2    |
| 10   | Olivier Liégeois       | MBA     | 39.58.98 | 1    |
| 11   | Willy Pérez            | MBA     | 39.59.98 |      |
| 12   | Jussi Hautaniemi       | MBA     | 40.00.71 |      |
| 13   | Thierry Feuz           | MBA     | 40.04.77 |      |
| 14   | Johnny Wickström       | MBA     | 40.08.65 |      |
| 15   | Paul Bordes            | MBA     | 40.30.82 |      |
| 16   | Andrés Sánchez         | MBA     | 40.42.78 |      |
| 17   | Jacky Hutteau          | MBA     | 40.43.82 |      |
| 18   | Bady Hassaine          | MBA     | 40.47.55 |      |
| 19   | Michel Escudier        | MBA     | 40.47.84 |      |
| 20   | Eric Gijsel            | MBA     | 40.48.10 |      |
| 21   | Mike Leitner           | MBA     | 40.51.32 |      |
| 22   | Boy van Erp            | MBA     | 40.53.97 |      |
| 23   | Fernando González      | MBA     | 40.59.36 |      |
| 24   | Gilles Payraudeau      | MBA     | 41.00.94 |      |
| 25   | Wilhelm Lücke          | MBA     | 1 Vuelta |      |
| 26   | Beat Sidler            | MBA     | 1 Vuelta |      |
| 27   | Peter Baláž            | MBA     | 1 Vuelta |      |
| 28   | Robin Appleyard        | MBA     | 1 Vuelta |      |
| 29   | Jean-Marc Nobleaux     | MBA     | 1 Vuelta |      |
| Ret  | Thomas Møller-Pedersen | MBA     | Ret      |      |
| Ret  | Karl Dauer             | MBA     | Ret      |      |
| Ret  | Alex Bedford           | MBA     | Ret      |      |
| Ret  | Adolf Stadler          | MBA     | Ret      |      |
| Ret  | Franz Birrer           | MBA     | Ret      |      |
| Ret  | Christian Le Badezet   | MBA     | Ret      |      |
| Ret  | Anton Straver          | MBA     | Ret      |      |
| DNS  | Lucio Pietroniro       | MBA     | DNS      |      |
| DNS  | Ton Spek               | MBA     | DNS      |      |
| DNQ  | René Dünki             | MBA     | DNQ      |      |
| DNQ  | Robert Hmeljak         | MBA     | DNQ      |      |
| DNQ  | Philippe Jault         | MBA     | DNQ      |      |
| DNQ  | Jacky Rubat            | AVM     | DNQ      |      |
| DNQ  | Christoph Buerki       | MBA     | DNQ      |      |
| DNQ  | Claude Vial            | AVM     | DNQ      |      |

## Resultados 80cc
En su regreso a la categoría de los 80cc después de una poco exitosa experiencia de 250, el español Ángel Nieto obtiene la victoria número 90 de su carrera. Detrás de él, llegó el suizo Stefan Dörflinger, que se convierte en el nuevo campeón del mundo de la categoría.
| Pos. | Piloto                | Moto       | Tiempo   | Pts. |
| ---- | --------------------- | ---------- | -------- | ---- |
| 1    | Ángel Nieto           | Derbi      | 32.43.35 | 15   |
| 2    | Stefan Dörflinger     | Krauser    | 32.56.46 | 12   |
| 3    | Henk van Kessel       | Huvo-Casal | 33.06.63 | 10   |
| 4    | Jean-Marc Velay       | Casal      | 33.06.86 | 8    |
| 5    | Gerhard Waibel        | Seel       | 33.07.50 | 6    |
| 6    | Domingo Gil           | Autisa     | 33.11.37 | 5    |
| 7    | Paul Rimmelzwaan      | Harmsen    | 33.12.44 | 4    |
| 8    | Gerd Kafka            | Seel       | 33.15.13 | 3    |
| 9    | Ian McConnachie       | Krauser    | 33.27.38 | 2    |
| 10   | Theo Timmer           | Huvo-Casal | 33.27.58 | 1    |
| 11   | Serge Julin           | Casal      | 33.40.80 |      |
| 12   | Jos van Dongen        | Casal      | 33.41.01 |      |
| 13   | Günter Schirnhofer    | Krauser    | 33.48.90 |      |
| 14   | René Dünki            | Krauser    | 33.55.72 |      |
| 15   | Reinhard Koberstein   | Seel       | 34.31.87 |      |
| 16   | Kees Besseling        | CJB        | 1 Vuelta |      |
| 17   | Lionel Robert         | Scrab      | 1 Vuelta |      |
| 18   | Richard Bay           | Rupp       | 1 Vuelta |      |
| 19   | Herri Torrontegui     | Cobas      | 1 Vuelta |      |
| 20   | Chris Baert           | Eberhardt  | 1 Vuelta |      |
| 21   | Johan Auer            | Eberhardt  | 1 Vuelta |      |
| 22   | Mika Sakari Komu      | Eberhardt  | 1 Vuelta |      |
| 23   | Jean-Luc Facon        | Huvo-Casal | 1 Vuelta |      |
| 24   | José Sáez Calabuig    | Derbi      | 1 Vuelta |      |
| 25   | Thomas Engl           | ESCN       | 1 Vuelta |      |
| Ret  | Jorge Martínez Aspar  | Derbi      | Ret      |      |
| Ret  | Manuel Herreros       | Derbi      | Ret      |      |
| Ret  | Rainer Kunz           | Ziegler    | Ret      |      |
| Ret  | Paolo Priori          | Lusuardi   | Ret      |      |
| Ret  | Aad Wijsman           | Harmsen    | Ret      |      |
| Ret  | Paul Bordes           | Scrab      | Ret      |      |
| Ret  | Reiner Koster         | LCR        | Ret      |      |
| Ret  | Hans Koopman          | Ziegler    | Ret      |      |
| Ret  | Juan Ramón Bolart     | Autisa     | Ret      |      |
| Ret  | Daniel Mateos         | Autisa     | Ret      |      |
| Ret  | Thierry Hemery        | Huvo-Casal | Ret      |      |
| DNQ  | Jamie Lodge           | Krauser    | DNQ      |      |
| DNQ  | Didier François       | Scrab      | DNQ      |      |
| DNQ  | Henri Laporte         | Moto 2L    | DNQ      |      |
| DNQ  | Philippe Linares      | Kawasaki   | DNQ      |      |
| DNQ  | Edward John Rees      | Ziegler    | DNQ      |      |
| DNQ  | Patrick Robert        | Huvo-Casal | DNQ      |      |
| DNQ  | Fabrice Roy           | Tyl        | DNQ      |      |
| DNQ  | Jean-François Verdier | Derbi      | DNQ      |      |